# 여자 스포츠
여자 스포츠에 관한 문서이다.

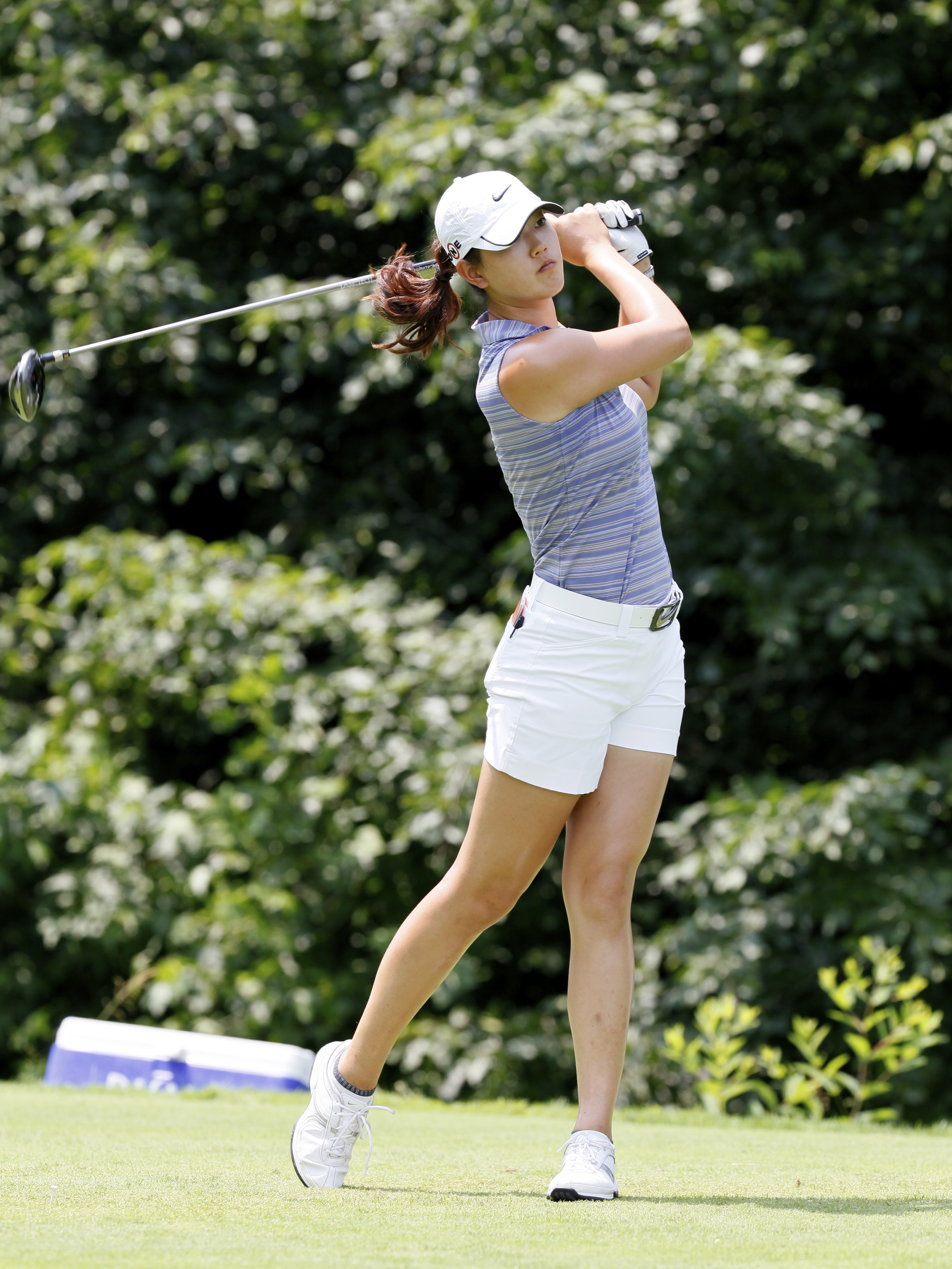

스포츠, 체력단련, 운동 (활동)에 여성의 참여는 역사 전반에 걸쳐 존재해 왔다. 그러나 국가, 시대, 지역, 경제발전 단계에 따라 참여율과 활동은 다양하다. 조직화된 스포츠의 현대 시대는 산업화 시대 후반까지 여성이나 남성 모두에게 나타나기 시작하지 않았다.
대략 1870년까지 여성의 활동은 본질적으로 비공식적이고 오락적인 경향이 있었고 규칙이 부족했으며 경쟁보다는 신체 활동을 강조했다. 오늘날 여성 스포츠는 스포츠에 더욱 특화되어 있으며 국제적으로 다양한 곳에서 아마추어 수준과 프로 수준으로 발전했지만 의식적인 조직과 부의 축적이 이루어진 선진국에서 주로 발견된다. 20세기 중후반에는 여성의 스포츠 참여와 대중화가 특히 마지막 분기에 증가했다. 여성이 창안한 조직화된 스포츠는 거의 없다. 뉴콤 볼, 네트볼, 아크로바틱 체조, 텀블링, 스툴볼과 같은 스포츠가 그 예이다.
스포츠에 대한 여성의 참여는 선진국에서 더욱 뚜렷이 나타나고 있으며, 오늘날에도 여성의 참여와 성과 수준은 국가와 스포츠에 따라 크게 다르다. 여성의 스포츠 참여가 증가했음에도 불구하고 남성 인구는 여전히 둘 중 더 많다. 이러한 인구통계학적 차이는 전 세계적으로 관찰된다. 여성이 지배하는 스포츠는 예외이다. 소녀들의 스포츠 참여는 서유럽이나 라틴 아메리카와 같은 세계 다른 지역보다 미국에서 더 높은 경향이 있다. 더 폭력적인 접촉 스포츠에 대한 소녀의 참여는 남성의 참여보다 훨씬 적다.
여성 스포츠 카테고리와 관련하여 두 가지 중요한 구분이 존재한다. 이러한 스포츠는 독점적으로 조직화된 여성 스포츠로 등장했거나 남성 인구에 의해 처음 대중화되어 여성 카테고리가 된 스포츠의 조직화된 여성 변형으로 개발되었다. 카모기(camogie)의 경우와 같은 몇 가지 예외적인 경우를 제외하고 여성 변형 또는 "여성용 게임"은 남성이 널리 즐기는 스포츠와 동일한 이름을 사용하지만 성별에 따라 다른 카테고리로 분류된다. 남자든 여자든, 여자든 남자든. 여성 변형은 널리 일반적이지만 조직화된 여성 스포츠는 드물며 네트볼, 스로볼, 아티스틱스위밍, 링게트와 같은 팀 스포츠가 포함된다. 여성 스포츠에서는 성평등, 성평등, 성평등 페미니즘의 이점에 대해 논란의 여지가 있다.
여성 프로 테니스와 같은 몇 가지 드문 경우를 제외하고, 여성 프로 스포츠는 경쟁자에게 생활 가능한 수입을 거의 제공하지 않는다. 게다가 주로 남성들에게 인기가 있는 스포츠의 여성 버전을 언론에 보도하기 위해 경쟁하는 것은 복잡한 장벽을 만든다. 최근에는 여성 운동선수를 위한 장비 디자인에 대한 관심과 연구, 투자, 생산이 늘어나고 있다. 특히 고성능 여성 운동선수들 사이에서 국한된 것은 아니지만 뇌진탕 및 여성 운동선수의 삼중 장애(일명 "스포츠의 상대적 에너지 결핍"(RED))의 경우와 같이 성별에 따른 부상을 식별하는 것과 관련된 관심과 연구도 증가했다(RED-S).
때때로 여성 운동선수들은 스포츠 참여와 함께 사회적 활동에 참여하기도 했다. 항의 방법에는 파업, 소셜 미디어 캠페인, 그리고 미국의 경우 불평등을 근거로 한 연방 소송이 포함된다. 이는 일반적으로 성평등 원칙, 미국 법률 및 학생 지원을 위해 학교에 자금을 제공하도록 요구하는 타이틀 IX와 관련이 있다. 스포츠는 남자아이와 여자아이 사이에 균등하게 분배되어야 한다. 스포츠 분야의 소녀들을 위한 공공 서비스 중심 홍보 캠페인에는 다양한 미디어 캠페인 스타일이 포함된다.

## 같이 보기
- 운동복
- 스포츠에서의 성별 확인
- 레전즈 풋볼 리그
- 치어리딩
- 디바 (프로레슬링)